# 1951-es magyar női kézilabda-bajnokság (első osztály)
Az 1951-es magyar női kézilabda-bajnokság az első női kézilabda-bajnokság volt, melyet kispályán rendeztek. A csapatok területi (budapesti és megyei) bajnokságokban játszottak, a győztesek (Budapestről és egyes megyékből több helyezett is) az országos középdöntőben, majd az országos döntőben küzdöttek tovább a végső helyezésekért. Budapesten tizenkét csapat indult el, a csapatok egy kört játszottak. Az országos fordulókban is csak egy kör volt.
A most elinduló kispályás bajnokság mellett még évekig rendezték a nagypályás- és a terembajnokságokat, melyek azonban az évek múlásával egyre kevésbé voltak népszerűek a kispályás változat mellett, míg végül meg is szüntették őket.

## Országos döntő
| #  | Csapat                    | M | Gy | D | V | G+ | G- | P |
| -- | ------------------------- | - | -- | - | - | -- | -- | - |
| 1. | Csepeli Vasas             | 3 | 2  | 0 | 1 | 13 | 10 | 4 |
| 2. | VM Közért                 | 3 | 2  | 0 | 1 | 12 | 10 | 4 |
| 3. | Debreceni Építők          | 3 | 1  | 0 | 2 | 10 | 9  | 2 |
| 4. | Békéscsabai VL Pamutszövő | 3 | 1  | 0 | 2 | 9  | 15 | 2 |

* M: Mérkőzés Gy: Győzelem D: Döntetlen V: Vereség G+: Dobott gól G-: Kapott gól P: Pont

## Országos középdöntő
- Szeged: 1. Békéscsabai VL Pamutszövő 4, 2. Békéscsabai Lokomotív 2, 3. Hódmezővásárhelyi Dózsa 0 pont, Bp. Petőfi visszalépett
- Szolnok: 1. Debreceni Építők 6, 2. Kinizsi Sörgyár 4, 3. Vasas Standard 2, 4. Törökszentmiklósi Vasas 0 pont
- Vác: 1. Csepeli Vasas 4, 2. Miskolci Lokomotív 2, 3. Tatabányai Bányász 2, 4. Váci Vörös Lobogó 0 pont
- Győr: 1. VM Közért 6, 2. Győri Vasas 4, 3. Szentgotthárdi Vasas 2, 4. Ajkacsingervölgyi Bányász 0 pont

## Budapesti csoport
| #   | Csapat            | M  | Gy | D | V | G+ | G- | P  |
| --- | ----------------- | -- | -- | - | - | -- | -- | -- |
| 1.  | VM Közért         | 11 | 10 | 0 | 1 | 62 | 15 | 20 |
| 2.  | Bp. Petőfi        | 11 | 9  | 0 | 2 | 62 | 21 | 18 |
| 3.  | Csepeli Vasas     | 11 | 9  | 0 | 2 | 58 | 20 | 18 |
| 4.  | Kinizsi Sörgyár   | 11 | 7  | 1 | 3 | 37 | 20 | 15 |
| 5.  | Vasas Standard    | 11 | 5  | 2 | 4 | 27 | 34 | 12 |
| 6.  | Bp. Előre         | 11 | 4  | 3 | 4 | 33 | 33 | 11 |
| 7.  | Szikra Athenaeum  | 11 | 4  | 0 | 7 | 22 | 29 | 8  |
| 8.  | VL Kistext        | 11 | 3  | 1 | 7 | 23 | 29 | 7  |
| 9.  | Szikra Tipográfia | 11 | 2  | 3 | 6 | 11 | 27 | 7  |
| 10. | Előre Autótaxi    | 11 | 2  | 2 | 7 | 30 | 57 | 6  |
| 11. | Vasas Kábelgyár   | 11 | 3  | 0 | 8 | 17 | 58 | 6  |
| 12. | Vasas Telefongyár | 11 | 2  | 0 | 9 | 22 | 61 | 4  |

* M: Mérkőzés Gy: Győzelem D: Döntetlen V: Vereség G+: Dobott gól G-: Kapott gól P: Pont